# Woodlawn (stacja metra)
Woodlawn – stacja początkowa metra nowojorskiego, na linii 4. Znajduje się w dzielnicy Bronx, w Nowym Jorku i zlokalizowana jest przed stacją Mosholu Parkway. Została otwarta 15 kwietnia 1918.